# Никитенко, Григорий Евсеевич
Григорий Евсеевич Никитенко (1909—1996) — командир артиллерийского взвода 225-го гаубичного артиллерийского полка 51-й стрелковой дивизии 13-й армии Северо-Западного фронта, младший лейтенант.

## Биография
Родился 22 августа 1909 года в селе Распасеевка ныне Троицкого района Луганской области Украины. Работал бригадиром в колхозе.
В Красной Армии с 1931 года. Участник советско-финляндской войны 1939-40 годов. Отличился при прорыве обороны противника на Карельском перешейке. 28 февраля 1940 года взвод под командованием Никитенко уничтожил дзот, два вражеских миномёта, большое количество пехоты противника.
7 апреля 1940 года за образцовое выполнение боевых заданий командования и проявленные при этом отвагу и геройство младшему лейтенанту Никитенко Григорию Евсеевичу присвоено звание Героя Советского Союза с вручением ордена Ленина и медали «Золотая Звезда».
В боях Великой Отечественной войны с июня 1941. Участвовал в обороне Одессы.
После войны продолжал службу в армии. С 1948 года в запасе. Жил в городе Николаев. Умер 2 сентября 1996 года.